# Ferenc Raichle
Ferenc Raichle (23. února 1869, Apatin, Rakousko-Uhersko – 12. dubna 1960, Budapešť, Maďarsko) byl maďarský architekt z období secese a podnikatel. Navrhl a nechal zbudovat celou řadu staveb v jižní části tehdejších Uher, tedy na území dnešní Vojvodiny a jižního Maďarska (Subotica, Bačka Topola, Szeged).

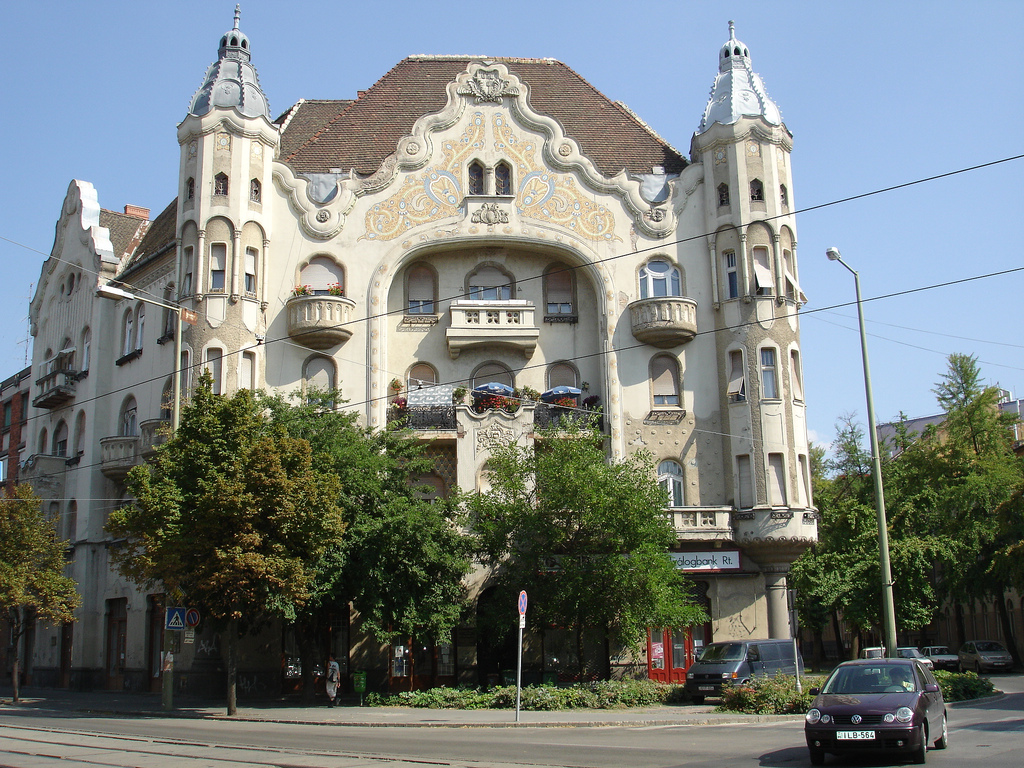
Grófský palác v Szegedu, ukázková Raichelova práce
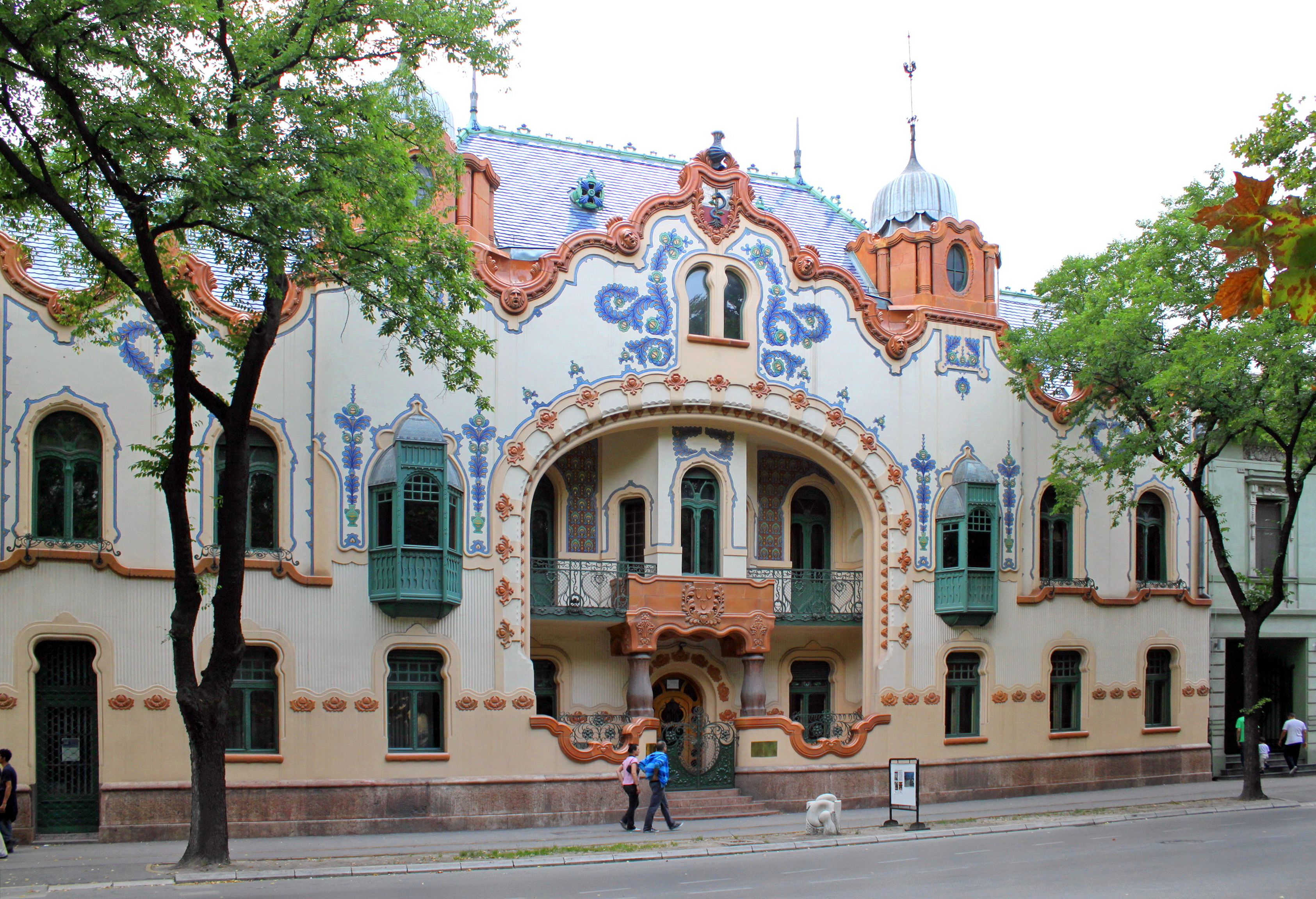
Raichelův palác, Subotica